# Kuiste
Koordinaten: 58° 27′ N, 22° 53′ O
Kuiste (deutsch Kuist) ist ein Dorf (estnisch küla) auf der größten estnischen Insel Saaremaa. Es gehört zur Landgemeinde Saaremaa (bis 2017: Landgemeinde Valjala) (Valjala vald) im Kreis Saare.
Das Dorf hat 17 Einwohner (Stand 31. Dezember 2011). Es liegt 31 Kilometer nordöstlich der Inselhauptstadt Kuressaare.

## Dendrarium
In Kuiste befindet sich das Dendrarium des estnischen Landwirts Juhan Alas (1874–1963).
Alas erwarb 1897 in Kuiste einen Bauernhof. In den 1930er Jahren gründete er ein für die damalige Zeit vorbildliches Dendrarium und pflanzte dort zwischen 1933 und 1937 etwa 80 verschiedenen Baumarten aus aller Welt. Das Dendrarium wurde nach Alas' Tod stark in Mitleidenschaft gezogen.